# Nubiella sinica
Nubiella sinica is een hydroïdpoliep uit de familie Bougainvilliidae. De poliep komt uit het geslacht Nubiella. Nubiella sinica werd in 2009 voor het eerst wetenschappelijk beschreven door Huang, Xu, Liu & Chen. 